# Aeroporto di Gorizia
L'Aeroporto di Gorizia è un aeroporto italiano del Friuli-Venezia Giulia situato a Gorizia.

## Storia
Costruito nel 1911 dagli austriaci in località Campagna Grande di Sant'Andrea (Gorizia) lungo la strada che portava a Merna, fu dopo poco tempo, messo in disarmo. Recuperato negli anni 1920, e inizialmente intitolato a Egidio Grego, negli anni a seguire, grazie a dei lavori di ampliamento, ospitò il 21º Stormo, il 61º Gruppo, il 4º Stormo C.T. e altri reparti della Regia Aeronautica. Durante la Seconda guerra mondiale, l'aeroporto fu la base di addestramento del 132º Gruppo Reparto Aerosiluranti. Dopo l'Armistizio di Cassibile fu occupato dai tedeschi. Questo lo fece obbiettivo di un pesante bombardamento da parte degli alleati, che distrusse quasi tutti gli hangar.
Dopo la guerra dal 1945 al 1947, ospitò gli statunitensi, con l'88ª divisione. Successivamente, ospitò voli di linea, operati dalla compagnia aerea S.I.S.A., grazie anche alla costruzione di una più moderna torre di controllo e aerostazione. I voli di linea, durarono fino al 1961, quando furono trasferiti a Ronchi dei Legionari. Tuttavia l'aeronautica civile continuò ad usare l'aeroporto fino al 1983.

### L'aeroporto oggi
Nel dicembre del 1987 con il passaggio della proprietà demaniale tra il Ministero della Difesa ed il Ministero dei Trasporti, ramo Direzione Generale Aviazione Civile ora Ente Nazionale Aviazione Civile, le attività militari divengono residuali con la presenza di una sola stazione meteorologica ma dismessa alcuni anni dopo. Dopo diversi decenni di gestione diretta, nel dicembre 2014 la gestione totalitaria dell'aeroporto, a seguito di apposito bando di gara, è stata assegnata per venti anni alla Società Amedeo Duca d'Aosta che la detiene tuttora. Attualmente in aeroporto è insediata la ditta costruttrice di aerei ultraleggeri Pipistrel. Nel dicembre del 2019 gli immobili presenti nell'area Nord, in buona parte risalenti al periodo storico degli anni 30 del secolo scorso, sono stati vincolati dalla Soprintendenza ai Beni Storici ed ambientali della Regione Friuli - Venezia Giulia. 
Presso l'aeroporto sono inoltre presenti il Lapidario del 1º e del 4º Stormo nonché il Monumento ad Amedeo Duca d'Aosta, che fu il Comandante del 4º Stormo e della Divisione Aquila.